# Basílica de San Pedro y San Pablo (Roma)
La basílica de San Pedro y San Pablo (en italiano: basilica dei Santi Pietro e Paolo) es una iglesia católica de Roma (Italia), situada en EUR. En torno a ella se encuentra la parroquia homónima, confiada a la Provincia de Roma de la Orden de Frailes Menores Conventuales.

## Historia
El diseño de la iglesia, que se encuentra en el punto más elevado del barrio, en el cual se cree que había previamente un oratorio de la Arciconfraternita dei Pellegrini dedicado a los dos apóstoles, fue encargado a los arquitectos Arnaldo Foschini, Alfredo Energici, Vittorio Grassi, Nello Ena, Tullio Rossi y Costantino Vetriani. El proyecto fue aprobado en septiembre de 1938 y las obras empezaron en abril de 1939.
Durante la Segunda Guerra Mundial, las obras se ralentizaron hasta llegar a suspenderse tras un bombardeo que afectó a algunas construcciones en 1943. El 10 de septiembre de 1943, las obras de la basílica fueron escenario de algunos enfrentamientos entre soldados italianos y paracaidistas alemanes, vistos cerca del Ponte della Magliana, que se dirigían hacia el centro de Roma. Después de los combates, en la colina de la iglesia se encontraron nueve cuerpos irreconocibles de militares italianos, que fueron sepultados; a los pies de la escalinata, en cambio, cayeron cuatro granaderos desconocidos, cuyos cuerpos, semidesnudos, habían sido desprovistos de las placas de identificación.
Las obras del edificio se retomaron en 1953, momento en el que se descubrió que se habían sustraído de la obra grandes cantidades de materiales de construcción. Abierta al culto en julio de 1955, la iglesia recibió la dignidad de parroquia en diciembre de 1958 y el título cardenalicio el 5 de febrero de 1965. En junio de 1966 la iglesia fue consagrada por el cardenal titular Franjo Šeper y al año siguiente fue elevada a la dignidad de basílica menor.
En 2007 la basílica fue sometida a importantes intervenciones de restauración y conservación.

## Descripción

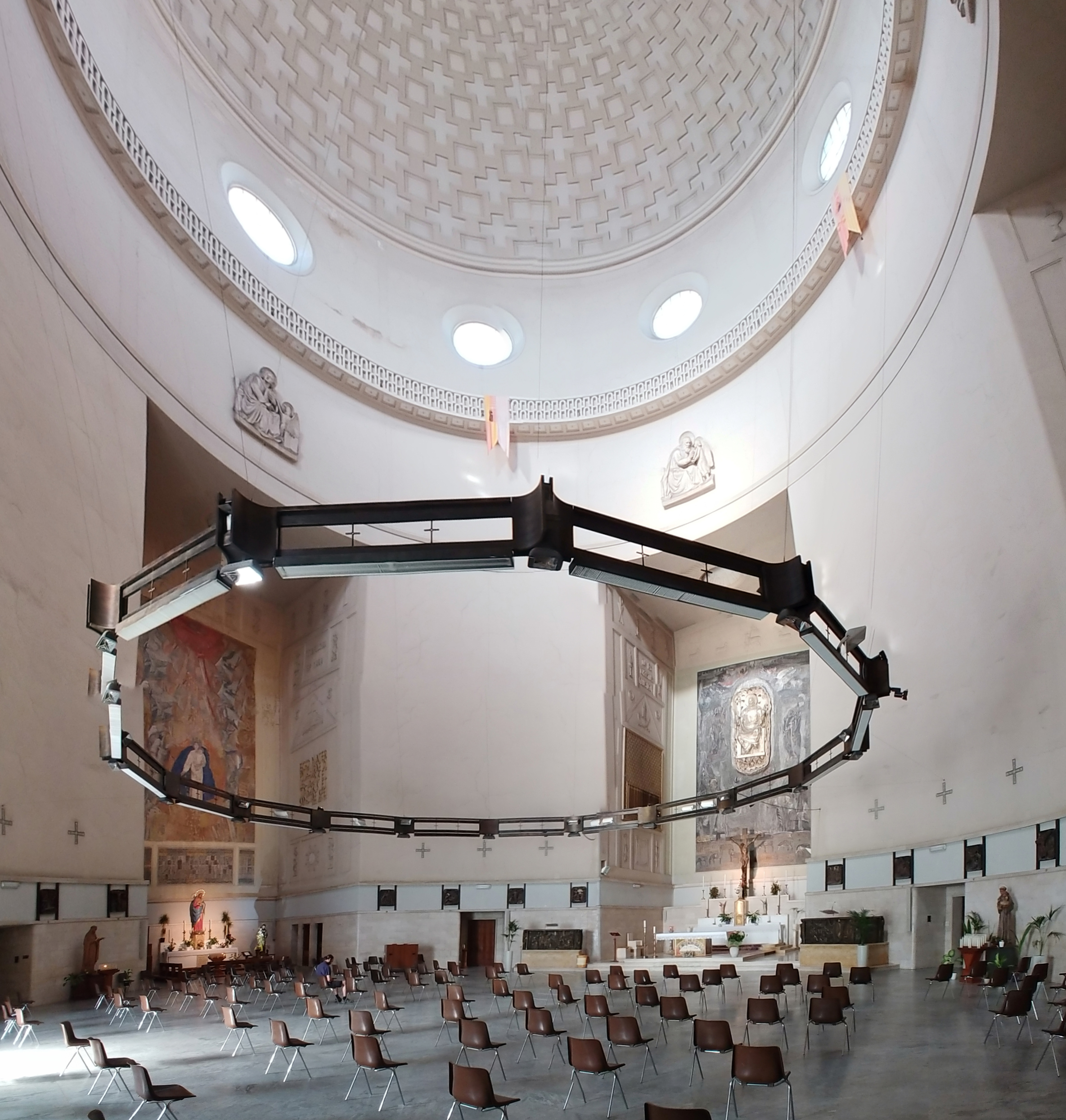
Interior.

El templo, con forma de cruz griega, está constituido por un cubo central y una cúpula hemisférica con un diámetro de 32 metros. Esta cúpula es la cuarta más grande de Roma, después de las del Panteón, la basílica de San Pedro y la basílica de San Juan Bosco; y la tercera más alta, después de las de la basílica de San Pedro y la basílica de Sant'Andrea della Valle. En el exterior, a ambos lados del pórtico, se encuentran dos grandes estatuas que representan a los patronos de Roma, San Pedro y San Pablo, que dominan la escalinata monumental que une la iglesia al viale Europa.
En el interior, sobre el altar mayor, destaca la figura de Cristo triunfante; a la izquierda, en la capilla dedicada a la Inmaculada Concepción, hay un mosaico que representa a la Virgen María con el niño rodeada por una corona de ángeles. A la derecha, por su parte, se encuentra la capilla de San Francisco, donde está un retablo en mosaico que muestra al pobrecillo de Asís junto a algunos santos franciscanos. En la fachada lateral de la basílica destaca un altorrelieve en mármol sobre la Conversión de san Pablo esculpido por Venanzo Crocetti, que data de 1941.
En el transepto de la iglesia, a la izquierda del altar, se encuentra el órgano, fabricado en 1960 por Libero Rino Pinchi y ampliado en 1990 por Carlo Soracco; de transmisión eléctrica con sistema múltiple, dispone de veinticinco registros, seis de los cuales son reales, distribuidos en dos manuales y una pedalera.